# Ornebius cydistos
Ornebius cydistos är en insektsart som beskrevs av Otte, D. 2006. Ornebius cydistos ingår i släktet Ornebius och familjen Mogoplistidae. Inga underarter finns listade i Catalogue of Life.